# Phyllanthus chimantae
Phyllanthus chimantae är en emblikaväxtart som beskrevs av Eugene Jablonszky. Phyllanthus chimantae ingår i släktet Phyllanthus och familjen emblikaväxter. Inga underarter finns listade i Catalogue of Life.